# Фарбова сировина Дніпропетровської області
Фарбова сировина Дніпропетровської області
Сировиною для виробництва фарбової сировини є деякі кольорові метали і гірські породи (вохра, мумія,  сурик, графіт, сидерит, нікопольський марганець), які використовуються в  лакофарбувальній промисловості і в побуті як пігмент без хімічної переробки.

## Загальний опис
У Дніпропетровській області поширений залізоокисний тип фарбової сировини, який є найважливішим для промисловості.
Залізоокисний тип представляє собою залізну руду, яка складається з гематиту, гідрогематиту і різних його модифікацій. 
Даних про потребу у фарбовій сировині немає, так як ніякого обліку по ній Облпланом не ведеться, але враховуючи ріст житлового і промислового будівництва, потреба у фарбовій сировині постійно росте.
На балансі в області нараховується 2 родовища фарбової сировини і багато проявлень в межах Криворізького залізорудного басейну.
Розробляється цілик р. Саксагань Міністерством промисловості. Балансові запаси по цілику р. Саксагань складають:
- залізоокисні – 2 753 тис. т

- глиноземні (мумія) – 3 993 тис. т

Родовище шахти Саксагань також рахується на балансі. На цей час воно готується до експлуатації. Запаси по цьому родовищу на 01.01.1998 р. складають:
- глиноземні (мумія) – 752 тис. т

В Криворізькому районі відомі проявлення фарбової сировини на рудниках ім. Р. Люксембург – (вохра): “Валявко” - (мумія), шахта ім. Ілліча – (сурик, мумія), Смичка – (вохра) та інші.
Запаси фарбової сировини на цих проявленнях не підраховувались. Хімічний склад вохри в % складає: SiO2 – 49,99; CaO – 1,62; Al2O3 – 9,71; Fe2O3 – 29,06; в.п.п. – 10,09.
Хімічний склад вохр свідчить про можливості одержання високоякісних фарб. Якість сировини лімітується ДЕСТом 8019-71.